# Notopleura decurrens
Notopleura decurrens är en måreväxtart som först beskrevs av Julian Alfred Steyermark, och fick sitt nu gällande namn av Charlotte M. Taylor. Notopleura decurrens ingår i släktet Notopleura och familjen måreväxter. Inga underarter finns listade i Catalogue of Life.